# Тотт, Клас Окессон
Клас Окессон Тотт (швед. Clas Åkesson Tott, ~1530—1596), также упоминается как Клаус Акесон или Акезен — шведский государственный и военный деятель.

## Биография
В 1551 году был назначен местным судёй в области Холлола в Финляндии. В дальнейшем ему поручали решать подобные задачи в других областях с 1558 по 1583 годах. В 1555—1557 принимал участие в войне с Россией. В 1561 был произведён в рыцари королём Эриком XIV. В 1546 был послом в Польшу. В ходе Северной семилетней войны принимал участие в битвах с датскими войсками, в 1565 попал в плен, откуда вернулся в 1569 в результате обмена. В 1570 году был назначен капитаном при Королевском дворце, после чего был отправлен на Ливонскую войну под командование Карла Хенрикссона Горна.
В 1572 году был назначен главнокомандующим в Эстонии. Прославился, сумев разгромить русское войско в битве у Лоде в 1573 году. Участвовал в штурмах нескольких крепостей. Но в 1574 потерпел неудачу под Везенбергом, когда во время осады произошёл конфликт между немецкими и шотландскими наёмниками. Он был отправлен в Швецию и заключён под стражу; место главнокомандующего занял Понтус Делагарди.
После освобождения, в 1575 году, Клас Окессон получил статус советника. В 1585 он был назначен губернатором и главным судьёй Финляндии и Карелии. В 1590 году, будучи в Таллине, с группой единомышлеников выступил против возвращения Сигизмунда в Швецию, за что лишился должности. Однако в 1592 году был прощён и в 1593 снова занял прежний пост. Умер в 1596.

## Семья
Происходит из рода Тотт. Отец — советник Оке Классон Тотт, мать — Ингеборг Сиггесдоттер.
Клас Окессон женился 28 августа 1558 года на Карин Карлсдоттер, дочери советника и судьи Вестергётланда Карла Эрикссона. Дети от первого брака:
- Оке Тотт, 29.06.1559 — после 1590.
- Анна, умерла между 1570 и 1590.
- Ингеборг Тотт, 03.01.1563—11.05.1611.

Во второй раз женился 8 января 1570 года на Керстин Хенриксдоттер, дочери Хенрика Классона. Дети:
- Брита, умерла до 1604.
- Хенрик Клауссон Тотт, умер в 1600—1601. Его внук — известный государственный деятель Клас Тотт (1630—1674).
- Ханс Клауссон Тотт, казнён между 1604 и 1606.
- Элин Клаусдоттер Тотт, умерла 06.03.1632.
- Карин Клаусдоттер Тотт, умерла в 1619.
- Керстин Клаусдоттер Тотт, умерла 25.05.1624.
- Анна Клаусдоттер, 08.03.1581—18.04.1646.